# Villa Urvasi

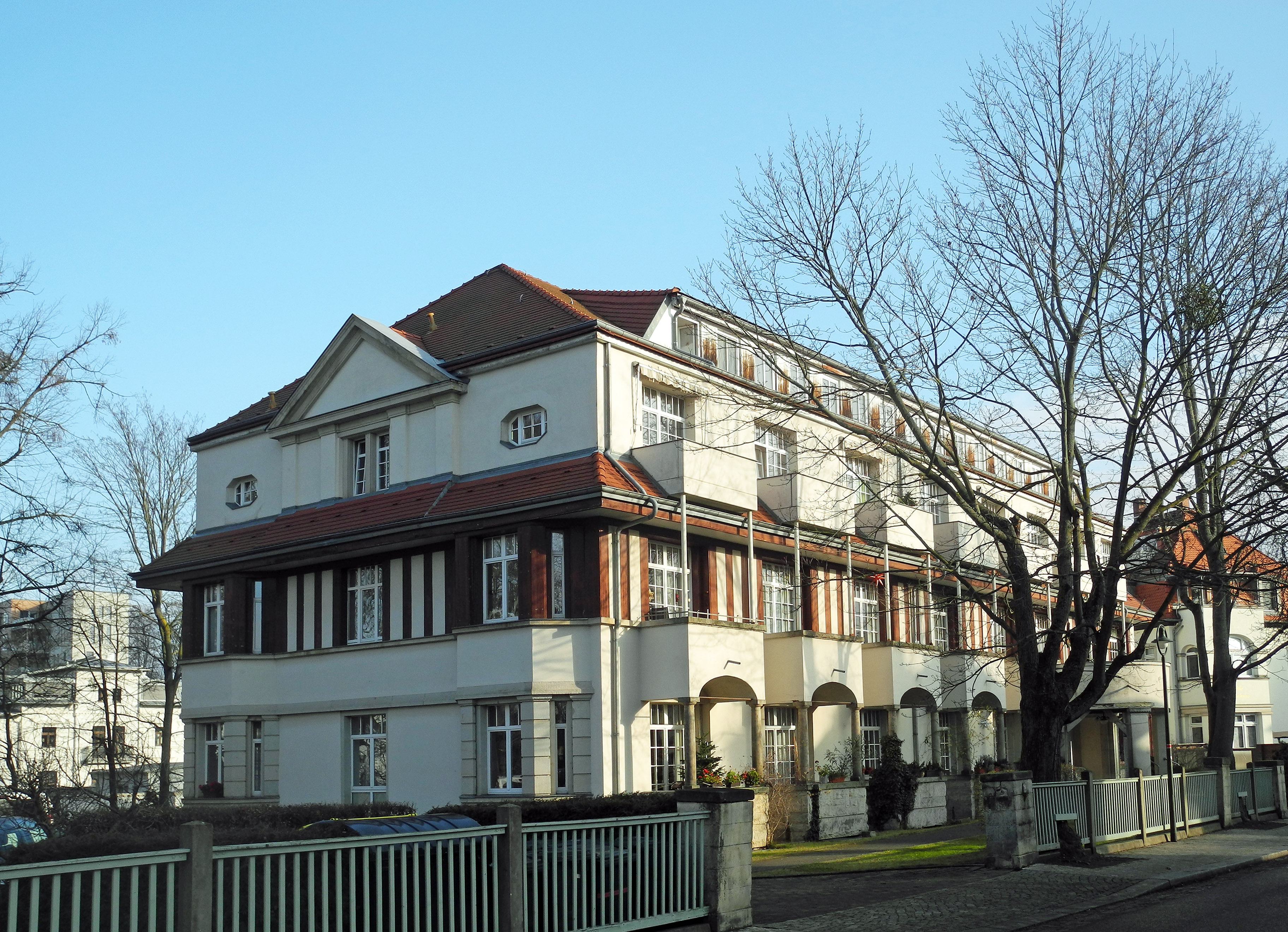
Villa Urvasi – Weißer Hirsch, Lahmannring 17

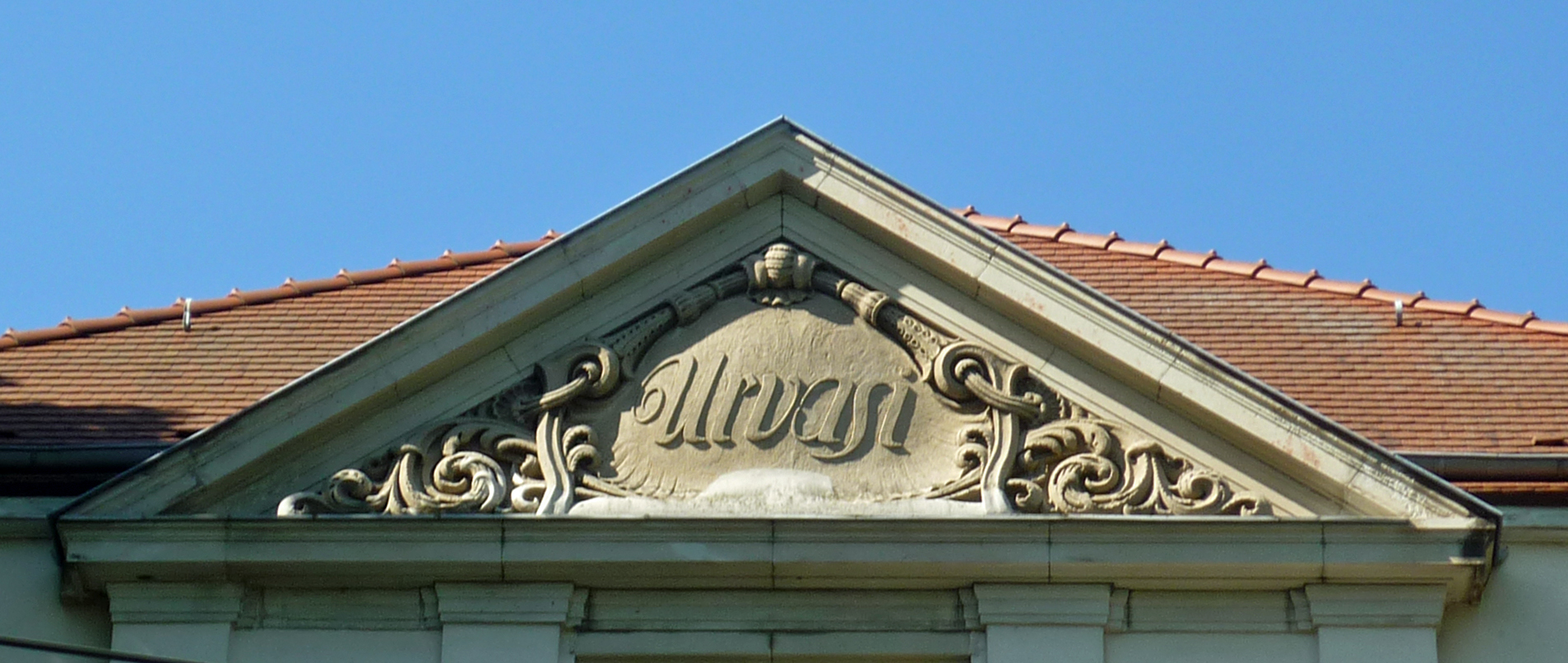
Schriftzug „Urvasi“ im Dreiecksgiebel

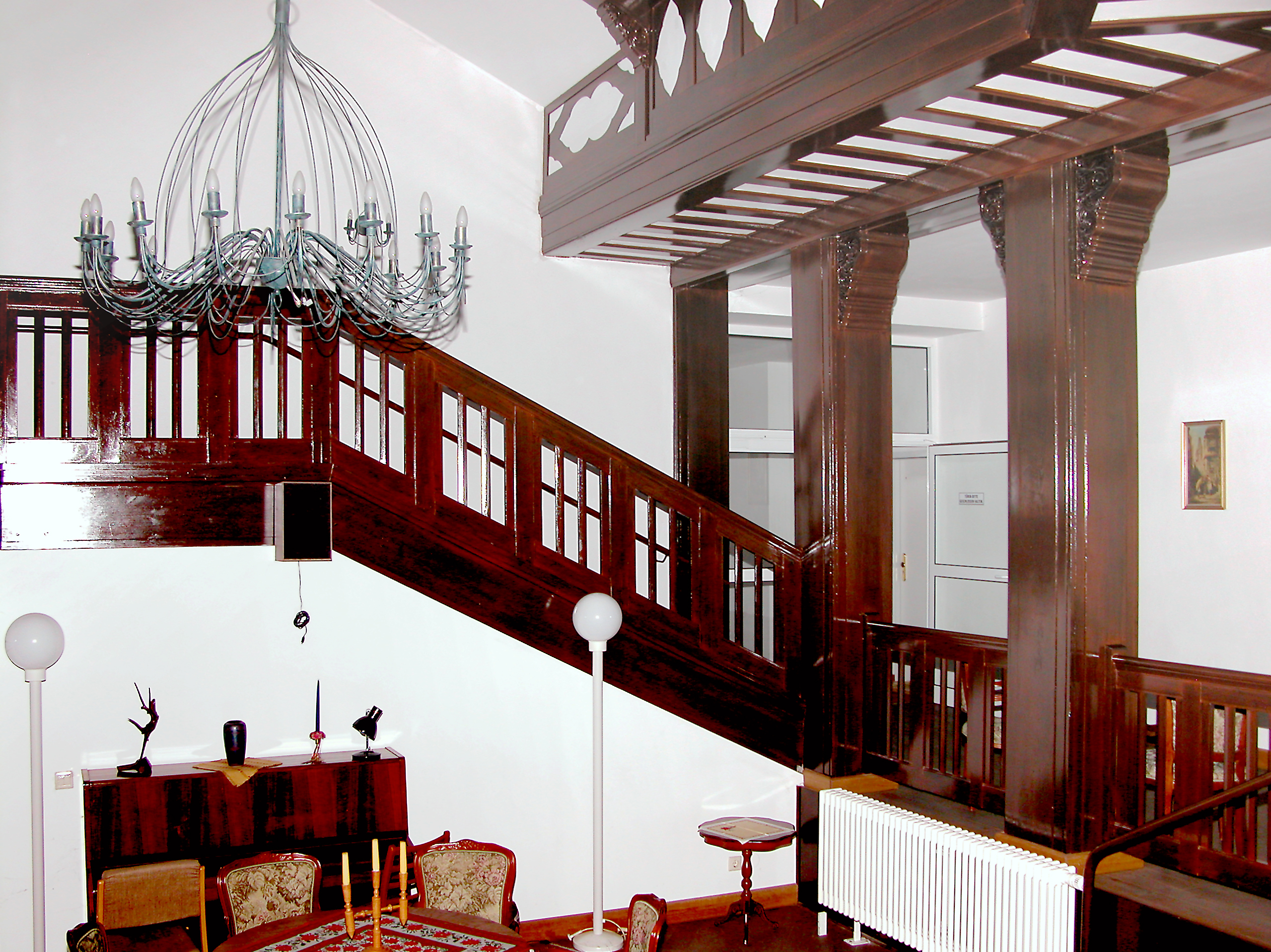
Treppenhalle in der Villa Urvasi

Die Villa Urvasi ist ein Gebäude in Dresden, Lahmannring 17, im Stadtteil Weißer Hirsch, das unter Denkmalschutz (ID-Nr. 09211707) steht.
Bereits der ursprüngliche Bau dieser Villa, ein Gebäude im typischen Landhausstil, vermutlich in den 1880er Jahren errichtet und 1911 abgebrochen, trug den Namen Urvasi.
Im Jahr 1912 baute der Architekt Max Herfurt (1872–1932) im Stil der Reformarchitektur zu Beginn des 20. Jahrhunderts eine neue langgestreckte Villa, die als Gästehaus des Lahmann-Sanatoriums bis zum Jahr 1940 genutzt wurde. Diese Villa mit fast 90 Apartments galt als eine der komfortabelsten des Viertels, da fast alle Zimmer mit einem Balkon ausgestattet waren. Durch ihre architektonische Gestaltung und als Teil des Villenstadtteils Weißer Hirsch ist diese Villa baugeschichtlich und stadtentwicklungsgeschichtlich von Bedeutung.
Nach 1945 wurde das Haus beschlagnahmt und von sowjetischen Offizieren bewohnt. Nach 1995 wurde die Villa saniert. Im Anschluss daran wurde es als Senioren-Wohnheim für betreutes Wohnen des DRK-Bildungswerks Sachsen genutzt. Nachdem das Betreute Wohnung ausgelaufen war, zogen nach und nach auch andere Mieter in das Gebäude. Im Juni 2022 wurde das Dach des Gebäudes durch einen Brand völlig zerstört. Für 38 Mietparteien wurde das Gebäude unbewohnbar.
Die Villa wurde vermutlich nach der Nymphe Urvashi in der hinduistischen Mythologie benannt. Die Wahl des Namens für die Villa könnte aber auch auf die Oper Urvasi des Komponisten Wilhelm Kienzl (1857–1941) zurückzuführen sein, die auf der indischen Dichtung des Kalidasa basiert und am 20. Februar 1886 in Dresden uraufgeführt wurde.